# Madourí
Madourí, en grec moderne : Μαδουρή, est une île inhabitée du dème de Leucade, district régional de Leucade, en Grèce.